# Sibundoy
Sibundoy est une municipalité située dans le département de Putumayo en Colombie.